# Сапожникова, Надежда Михайловна
Наде́жда Миха́йловна Сапо́жникова (26 марта 1877 — поздняя осень 1942) — русская художница и меценат. Происходила из купеческой семьи, образование получила в Казани; к живописи обратилась в возрасте 27 лет. Вместе с наставником — Н. И. Фешиным — совершила поездку в Париж, где в 1910—1912 годах училась в мастерских Вити и Ван Донгена. После возвращения держала собственную студию в Казани, оказывая материальную поддержку Фешину — она владела 11-ю произведениями художника, включая пять своих портретов. До 1925 года преподавала в Казани живопись и рисование, далее переехала в Москву. В 1930-е годы окончательно прекратила художественную деятельность, сохранилось очень мало живописных произведений Н. М. Сапожниковой, некоторые из них экспонированы в Художественной галерее «Хазинэ».

## Биография

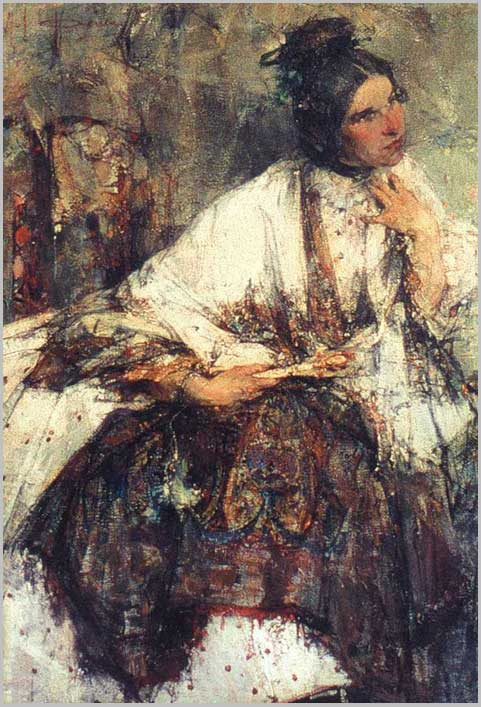
Н. Фешин. «Портрет Н. М. С. в шали». 1908

Надежда Михайловна Сапожникова родилась в Казани 26 марта 1877 года, и была седьмым ребёнком в семье купца Михаила Фёдоровича и Серафимы Ивановны Сапожниковых. Отец владел мануфактурным магазином. Хотя в семье было 11 детей, мать воспитывала их сама, без гувернантки. В 1888 году Надежду отдали в Мариинскую женскую гимназию, где она проявила явные способности к рисованию. Окончив курс в 1895 году, Надежда Михайловна получила звание домашней учительницы, преподавала в воскресной школе. Кроме того, она окончила музыкальную школу Р. Гуммерта. Эстетические её устремления выражались в резьбе по дереву и росписи фарфора; преподавательница росписи посоветовала Надежде Михайловне профессионально заняться искусством. Перед этим, Н. Сапожникова получила медицинское образование и стала сестрой милосердия, но оказалась слишком впечатлительной для работы в больнице. В 1904 году, когда ей было уже 27 лет, Надежда Сапожникова поступила в Казанскую художественную школу. Она демонстрировала заметные успехи, но полностью смогла реализовать свои таланты только после переезда в Казань Н. И. Фешина в 1908 году.
Надежда Сапожникова училась у Фешина, но, поскольку была старше его на 4 года, имела совершенно иной уровень культуры и общего образования, они быстро стали общаться на равных. В течение многолетней дружбы с Сапожниковой Н. Фешин написал пять её портретов, первый из которых появился в том же 1908 году. Назывался он по-разному: «Портрет Н. М. С. в шали», чаще, особенно на международных выставках, — «Портрет М-lle Сапожниковой». Фешин дебютировал с ним в Америке, на международной выставке «Carnegie Institute» в Питтсбурге.

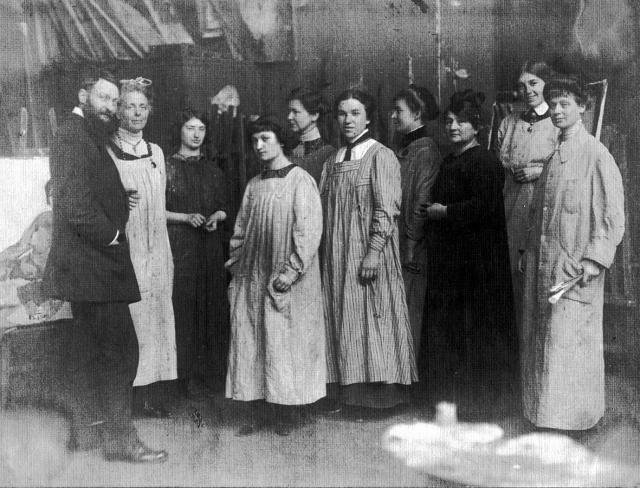
Н. М. Сапожникова (шестая слева, ближе к центру) среди учениц студии ван Донгена

В 1910 году Надежда Михайловна окончила Казанскую художественную школу и вместе с Фешиным отправилась в пенсионерскую поездку, посетив Берлин, Мюнхен, Верону, Венецию, Милан, Падую, Флоренцию, Рим, Неаполь, Вену. Путешествие закончилось в Париже. Фешин вскоре решил, что ему нечему учиться в Европе, и вернулся в Казань, в то время как Сапожникова осталась в Париже до 1912 года, работая в основном в открытой мастерской Ван Донгена. Ходили слухи о её близких отношениях с Фешиным, она так никогда не вышла замуж и не имела семьи и детей.

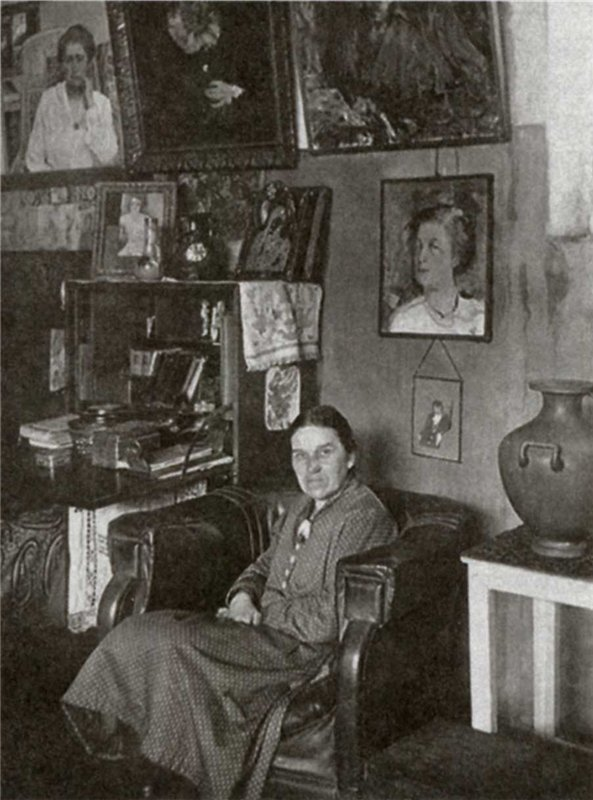
Н. М. Сапожникова в своей мастерской. В центре вверху виден «Портрет Адоратской», написанный Фешиным. До 1917

Вернувшись в Казань, Н. М. Сапожникова основала собственную студию, для которой её брат — Константин Михайлович — пристроил к зданию своей фирмы особое помещение в Петропавловском переулке (ныне — ул. Рахматуллина). Мастерская Сапожниковой быстро стала художественным центром Казани, здесь собирались художники — преподаватели и ученики. В воспоминаниях часто упоминаются пельмени и кофе, которыми угощали всех посетителей. В 1914—1916 годах, согласно неопубликованной рукописи К. Чеботарёва «Следы», она устраивала сеансы рисования обнажённой натуры, на которых работали только женщины-художники (в том числе Вера Вильковиская), а «мальчишки» не допускались; для художников-мужчин аналогичные сеансы проводились в другое время. Надежда Михайловна также была меценатом, помогала Фешину, — заказывая портреты своих родственников и друзей; также она вносила плату за обучение в Казанской художественной школе малообеспеченным ученикам. В её мастерской имелся рояль, на котором обычно играл её родственник К. Самарский, появился инструмент по настоянию Фешина, который был чрезвычайно музыкален.
В студии Сапожниковой Фешин исполнил резную мебель в неорусском стиле (большинство предметов не сохранилось). Художник бывал там почти каждый день, здесь были написаны многие его значительные работы, в том числе «Портрет Вари Адоратской» — племянницы Сапожниковой. Как художник Надежда Михайловна, в основном, специализировалась на портретах, вместе с Фешиным принимала участие в выставках в Казани. В 1913 году, Н. Сапожникова способствовала созданию музея кустарной промышленности Казанского губернского земства, для чего в её мастерскую направили двух учениц татарской прогимназии Аитовой.

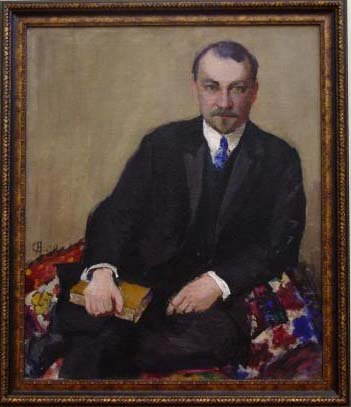
Н. Сапожникова. Портрет неизвестного. Национальная художественная галерея «Хазинэ»

После революции 1917 года Н. М. Сапожникова открыла в Казани бесплатную школу прикладного искусства для девочек, в 1919—1924 годах преподавала живопись на рабфаке Казанского университета. В тот же период она работала в АРХУМАСе, и приняла мастерскую Фешина после его отъезда в США. В 1925 году она покинула Казань и переехала к Адоратским в Москву. Последние её годы описывались противоречиво; по некоторым данным, в 1930-е годы она продолжала в Москве обучать рисованию. После перенесённой болезни перебралась в Николину Гору. По воспоминаниям племянницы — В. Адоратской — поздней осенью 1942 года у кого-то из соседей сбежала коза, Н. Сапожникова отправилась её искать и сильно простудилась; оправиться от болезни Надежда Михайловна так и не смогла.

## Характеристика искусства. Выставки
Н. М. Сапожникова участвовала в казанских периодических выставках 1909, 1914, 1915 и 1916 годов, а также в 1-й и 2-й государственных выставках живописи, скульптуры и архитектуры (Казань, 1920 и 1921 года). К. Чеботарёв в обзоре периодической выставки Художественной школы 1909 года отмечал, что в портретных работах Надежды Михайловны проявились «чисто сапожниковские острота и верность характеристик», и что она — «больше портретист, чем сам Фешин».
По отзывам К. Чеботарёва, следствием обучения Сапожниковой у Ван Донгена стало использование в портретах «плоскостного» фона. В целом, о живописи Сапожниковой сложно судить: сохранилось очень немного её работ, и, по-видимому, ни она сама, ни её окружение не считали её серьёзным живописцем. По определению Г. Тулузаковой, искусство Сапожниковой «не претендует на особую значительность, но очень важно для характеристики художественной жизни Казани 1910—1920-х годов».